# 青木沙耶香
青木 沙耶香（あおき さやか、1990年9月20日 - ）は、日本の元プロボクサーである。EBISU K's BOX所属。日本女子ボクシング協会（JWBC）にて女子高生ボクサー「サヤカ」として活動した経験がある。JWBC解散後は「なでしこファイト」（「ザ・おやじファイト」の姉妹イベント）で活躍していた。

## 来歴

### アマチュア時代
アマチュア時代よりナックルスポーツジムに所属し、第6回神奈川県女子ボクシング選手権優勝。

### JWBC
2007年、リングネーム「サヤカ」でプロ転向。4月15日に神田桃子とエキシビションを行い、6月24日の小幡彩子戦でデビューも引き分け。
7月29日、神田と2戦目を戦うが、0-3判定負け。
11月10日、SAKURAと対戦。この試合も0-3判定負け。これがJWBCでの最後の試合となった。
2008年、JBC女子解禁となったが、所属ジムがJPBAに加盟していなかったためプロテストを受験できず試合から遠ざかる。

### なでしこファイト
2009年に女子ボクシングスパーリング大会「なでしこファイト」が開始されると、7月26日の第2戦において本名で初参戦。プリンセス朝里紘乃を3回TKOで降し初戦を飾る。
11月9日、なでしこ2戦目で関敦子に2-0判定で連勝。
2010年5月30日、関とのR20フライ級王座決定戦を3-0判定で制して初代王座獲得。（関はその後JBCプロテスト合格）
その後、所属ジムがJPBA加盟を果たし、8月26日、後楽園ホールで花形冴美とエキシビションを行うことが決まっていたが、花形が直前の試合で骨折したため中止。
11月21日、伊藤亜矢子（現aya）に判定で敗れ王座陥落。
2011年、元日本チャンピオン加山利治が会長を務めるEBISU K's BOX（JPBA未加盟）に移籍。
6月19日、移籍後初試合としてayaとリマッチを判定で勝利して王座奪還を果たす。

### JBC
2013年に所属ジムがJPBAに加盟、本格的にプロを目指す。
2014年3月5日にJBC公認C級ボクサーテストを受験し合格。
4月9日、後楽園ホールにてエキシビション。
5月3日、日向野知恵（スパイダー蓮浄院）戦でJBCデビュー。判定負け。
11月1日、アクロス福岡（メインは黒木優子のWBC女子世界ミニフライ級王座初防衛戦）にて葉月さな（YuKO）と対戦、しかし判定で敗れる。
2015年5月6日、大田区総合体育館（メインは内山高志のWBA世界スーパーフェザー級スーパー王座防衛戦などのトリプル世界戦）にて大江昭子（ランド）と対戦し、3回TKOでJBC初勝利。
7月28日、塙英理加と対戦も判定負け。
2018年11月20日、鈴木菜々江が持つ日本女子アトム級王座に挑戦するが、判定負け。これを最後に引退。

## 戦績
- JWBC：3戦 1分 2敗
- なでしこファイト：5戦 4勝 1KO 1敗
- JBC：10戦 4勝 3KO 4敗 2分